# Vickie Guerrero
Vickie Lynn Lara-Guerrero (El Paso (Texas), 16 april 1968) is een Amerikaans professioneel worstelmanager en occasionele worstelaarster. Ze was werkzaam bij de WWE, van 2005 tot 2014
Vickie is ook de weduwe van de professionele worstelaar Eddie Guerrero.

## Job titels
- General Manager van WWE SmackDown! (2 september 2007 - 6 april 2009)
- General Manager van WWE RAW (6 april 2009 - 8 juni 2009)
- Managing Supervisor van WWE RAW (29 oct 2012 - 8 juli 2013)

## Persoonlijk leven
Vickie was getrouwd met Eddie Guerrero op 24 april 1990 tot zijn dood op 13 november 2005. Ze kregen samen twee dochters, Shaul Marie (geboren op 14 oktober 1990) en Sherilyn Amber (geboren op 8 juli 1995).

## In worstelen
- Finishers
  - Cougar Splash / Hog Splash (geadopteerd van haar man Eddie Guerrero)

- Worstelaars managed
  - Eddie Guerrero
  - Chavo Guerrero
  - Edge
  - Big Show
  - Eric Escobar
  - LayCool
  - Kaitlyn
  - Dolph Ziggler
  - Jack Swagger

## Prestaties
- World Wrestling Entertainment
  - Slammy Award
    - "Couple of the Year" (2008) met Edge

  - Miss WrestleMania

- Wrestling Observer Newsletter
  - Best Non-Wrestler (2009, 2010)